# シーラム
シーラム（Xilam）はフランスのアニメーション制作会社。主にTVアニメーション番組や、長編アニメーション映画を制作するスタジオとして知られている。

## 沿革
1999年8月5日、ゴーモンから独立したアニメーターのマルク・デュ・ポンタヴィス（Marc du Pontavice）によってシーラムが設立される。ゴーモンから権利を購入した『オギー&コックローチ』、『手裏剣スクール』といったテレビアニメーション番組で国際的に知られるようになる。
2003年、スタジオ初の長編アニメーション映画『ケイナ』を公開する。
2016年、フランス南東部のリヨンに新しいオフィスを開設した。

## 制作作品

### 長編アニメーション映画
| # | タイトル 邦題/原題                          | 公開日        | 日本公開日     | 注記                        |
| - | ------------------------------------------- | ------------- | -------------- | --------------------------- |
| 1 | ケイナ Kaena, la prophétie                  | 2003年6月4日  | 2004年3月6日   |                             |
| 2 | Shuriken School, le film                    | 2007年9月26日 | —              | 手裏剣スクール長編映画      |
| 3 | Tous à l'Ouest : Une aventure de Lucky Luke | 2007年12月5日 | —              | ラッキー・ルーク長編映画    |
| 4 | Oggy et les Cafards, le film                | 2013年8月7日  | —              | オギー&コックローチ長編映画 |
| 5 | 失くした体 J'ai perdu mon corps             | 2019年5月17日 | 2019年11月29日 | Netflix配信                 |

### テレビシリーズ

#### ゴーモン制作
- Dragon Flyz（1996年–97年）
- Sky Dancers（1996年）
- Space Goofs（1997年-2006年）
- The Magician（1997年–98年）
- オギー&コックローチ Oggy and the Cockroaches（1998年–）

#### シーラム制作
- The New Adventures of Lucky Luke（2001年–02年）
- Cartridge（2001年）
- ラッツ Ratz（2003年–06年）
- トゥプ Tupu（2004年–12年）
- 手裏剣スクール Shuriken School（2006年–07年）
- Rantanplan（2006年）
- びっくりマジック・ファミリー A Kind of Magic（2006年–）
- Rahan（2007年）
- Mr. Baby（2009年–10年）
- ジグとシャーコ Zig and Sharko（2010年–）
- The Daltons（2010年–2015年）
- FloopaLoo, Where Are You?（2011年–2016年）
- ブンブン・タカコとブーブー・ヒューバート Hubert and Takako (2012年)
- What's the Big Idea?（2014年）
- Rolling with the Ronks!（2016年–）
- パプリカ Paprika（2018年）
- Mr. Magoo（2019年）
- オギー・オギー Oggy Oggy（2020年）